# 청나라의 국기
청나라의 국기는 19세기 후반에 채택되었다. 황룡기(黃龍旗)라고 부르기도 한다. 노란색 바탕 안에 붉은색 여의보주를 쥐고 있는 파란색 용이 그려져 있다.

## 같이 보기
- 중국의 기 목록